# Esg2go
esg2go ist eine Schweizer Organisation, die ESG-Ratings für Kleine und mittlere Unternehmen (KMU) anbietet und zugleich mit den dafür erhobenen Daten die teilautomatisierte Erstellung von Nachhaltigkeitsberichten (z. B. entsprechend den GRI-Richtlinien) ermöglicht. Die Organisation ist eine Public-private-Partnership bestehend aus dem CCRS Center for Corporate Responsibility and Sustainability an der Hochschule für Wirtschaft Freiburg und dem IT-Dienstleister Adjumed Services AG.

## Hintergrund
ESG steht für Environmental, Social and Governance, also Umwelt, Soziales und Unternehmensführung. In der Europäischen Union sind Grosse Unternehmen seit 2024 aufgrund der Richtlinie (EU) 2022/2464 (CSRD) zur Erstellung von Nachhaltigkeitsberichten verpflichtet, die diese Aspekte umfassen. Aufgrund der Europäischen Lieferkettenrichtlinie sind hiervon indirekt auch KMU betroffen.
In der Schweiz wird nach dem Scheitern der eidgenössischen Volksinitiative «Für verantwortungsvolle Unternehmen – zum Schutz von Mensch und Umwelt» der Gegenentwurf umgesetzt, der eine an die EU angelehnte Gesetzgebung vorsieht.
2018 hatte die Renaissance Anlagestiftung das CCRS mit der Entwicklung eines ESG-Rating-Tools beauftragt; dieses Projekt wurde vom Bundesamt für Umwelt gefördert. Nachdem 2021 der sonst hauptsächlich im Medizinbereich tätige IT-Dienstleister Adjumed in das Projekt einstieg, konnte 2022 eine Beta-Version in Betrieb gehen. Seit 2023 ist esg2go im regulären Betrieb.

## Ähnliche Organisationen
Der französische Anbieter Ecovadis bietet ESG-Ratings an, die grundsätzlich für Unternehmen aller Grössen offenstehen, aber aufgrund des hohen Aufwandes eher für grössere Unternehmen praktikabel sind. Entfernt ähnlich, aber mit anderer Schwerpunktsetzung ist die Zertifizierung B Corp.